# Frans-Vlaanderen

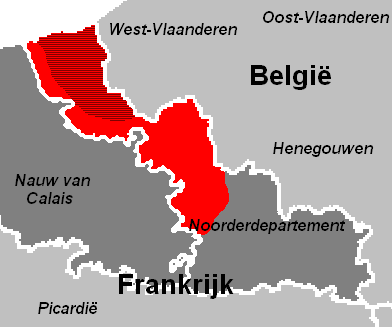
Zuid-Vlaanderen (lichtrood) en het gedeelte dat tot in de 20e eeuw voornamelijk Nederlandstalig was (donkerrood)

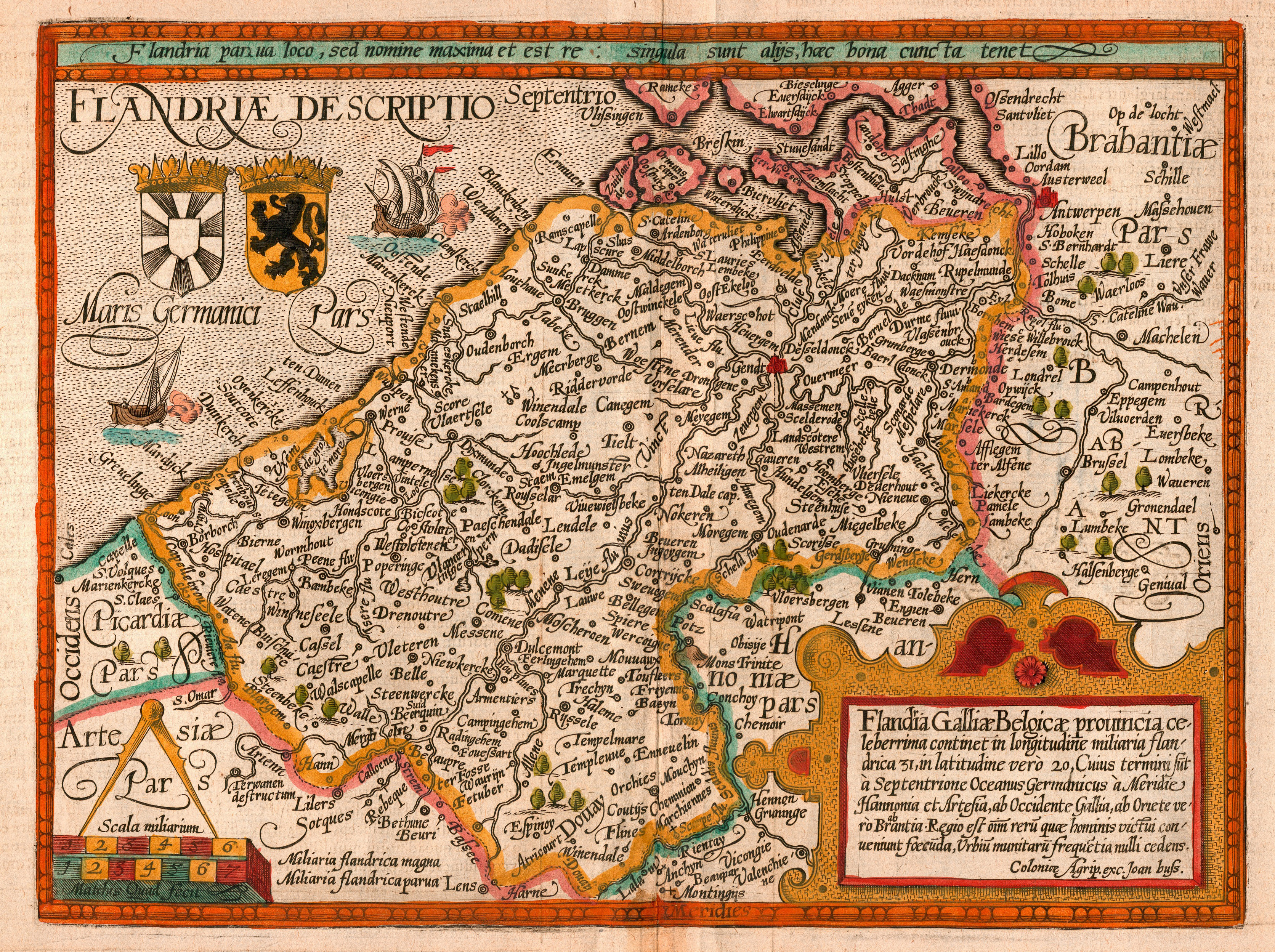
Het graafschap Vlaanderen voordat de oorlogen van Lodewijk XIV begonnen

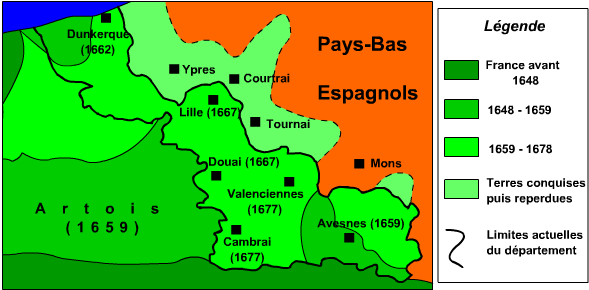
Franse gebiedswinst en gebiedsafstand in de periode 1659-1713

Franse uitbreiding tijdens de heerschappij van Lodewijk XIV

Frans-Vlaanderen omvat de arrondissementen Duinkerke, Rijsel en Dowaai plus delen van Béthune en Lens

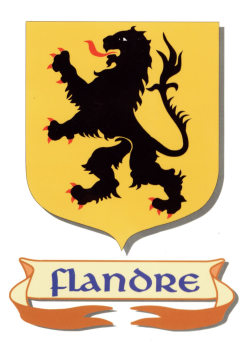
Frans-Vlaamse heraldiek

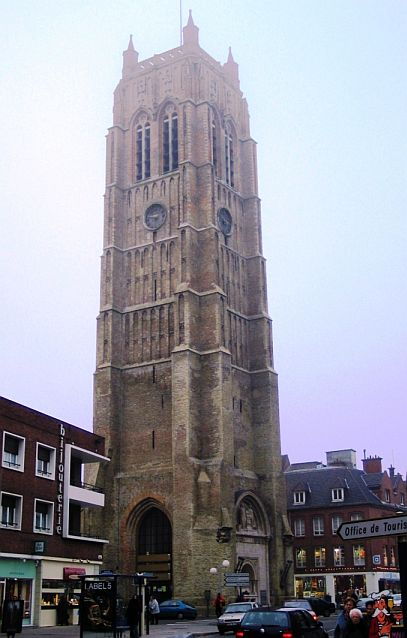
Het belfort, typisch gebouw voor de Vlaamse steden, van Duinkerke

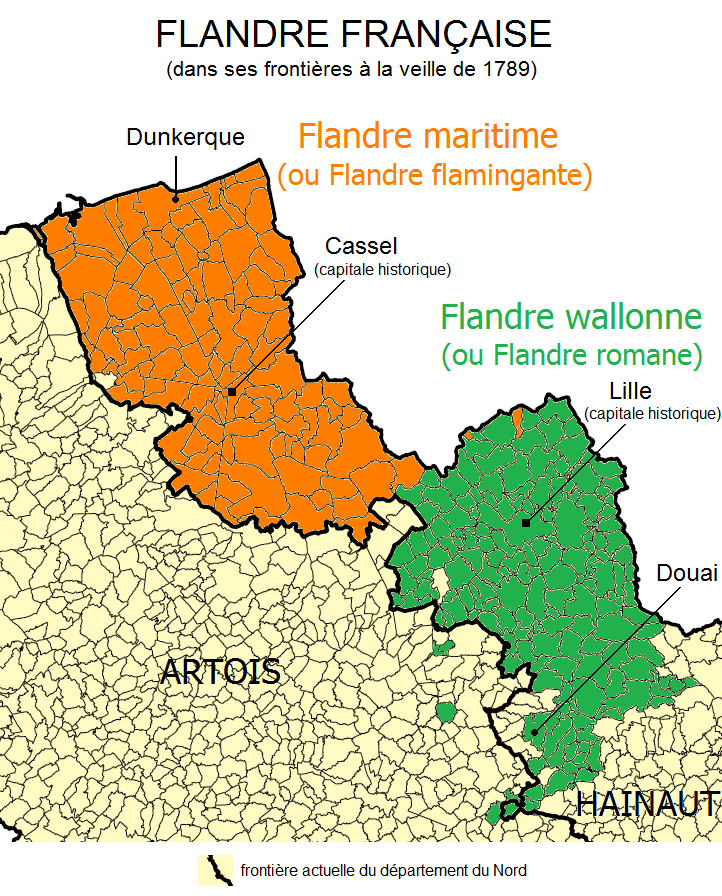
De historische provincie Frans-Vlaanderen

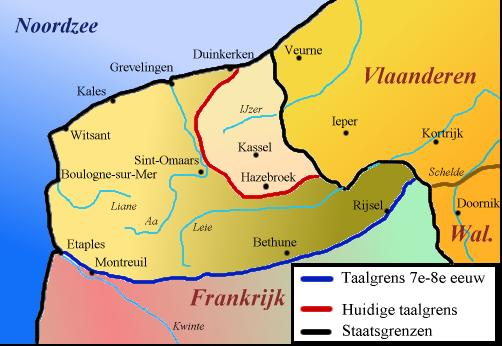
Verfransing van Noord-Frankrijk sinds de 7e eeuw

Zuid-Vlaanderen of Frans-Vlaanderen is het gedeelte van het historische graafschap Vlaanderen dat in de periode 1659-1713 werd afgestaan aan het koninkrijk Frankrijk, ten gevolge van de oorlogen van koning Lodewijk XIV.

## Afbakening
Zuid-Vlaanderen wordt grosso modo begrensd door de Noordzee, de Schreve, de rivier Skarpe en een denkbeeldige lijn van Grevelingen naar Dowaai. Afhankelijk van de context duidt "Zuid-Vlaanderen" soms ook andere gebieden aan.
In engere zin heeft Zuid-Vlaanderen slechts betrekking op dat deel van het historische graafschap waar van oudsher Nederlandse (Vlaamse) dialecten gesproken worden. Dit gebied komt overeen met het huidige arrondissement Duinkerke, oftewel het deel van het Franse Noorderdepartement ten noorden van de rivier de Leie. Dit is de meest gebruikelijke afbakening, maar deze is niet helemaal juist. Hiermee wordt namelijk het zuidelijkste deel van het historische graafschap vergeten - het gebied rond Rijsel (Lille) ten zuiden van de Leie, dat van ouds Romaanstalig is.
Een passende term voor het historisch Nederlandstalige gebied (arrondissement Duinkerke) is er niet. Dit gebied bestond uit het noordelijk deel van het graafschap Artesië en uit de Westhoek die bij het graafschap Vlaanderen hoorde. Na de inlijving van het grootste deel van deze gebieden door Frankrijk, even na het midden van de 17e eeuw, ging het Franse deel ook wel de Franse Westhoek (Westhoek français) heten, niet omdat er Frans werd gesproken maar ter onderscheiding van dat deel van de Westhoek dat bij de zuidelijke (inmiddels Oostenrijkse) Nederlanden bleef. De Westhoek is nu dus de naam van een grensoverschrijdende streek die ook het zuidwestelijk deel van de provincie West-Vlaanderen omvat. Het gebied rond Rijsel wordt omschreven als Rijsels-Vlaanderen (Flandre lilloise), dat samen met het Doornikse als Romaans-Vlaanderen werd aangeduid.
De door Frankrijk geannexeerde delen zouden tot aan de Franse Revolutie in 1789 samen de zelfstandige Franse provincie Flandre vormen.
In zeer ruime zin wordt de aanduiding Zuid-Vlaanderen ook wel gebruikt voor alle gebieden die nu in Frankrijk liggen maar historisch bij Vlaanderen hoorden. Nog ruimer is de aanduiding Franse Nederlanden voor alle gebieden met inbegrip van het graafschap Artesië (Artois) en delen van het graafschap Henegouwen (Hainaut), die ooit door Frankrijk werden ingelijfd en waar toen al Frans werd gesproken of waar de bevolking sindsdien op het Frans is overgegaan (Pays-bas français).

## Begripsverwarring
Er bestaat ook een begripsverwarring tussen Romaans-Vlaanderen (la Flandre romane of Flandre gallicante) en Zuid-Vlaanderen. Romaans-Vlaanderen slaat op het Romaanstalige deel van het graafschap Vlaanderen (Rijsel, Dowaai, Orchies en Doornik), als tegengestelde van Germaanstalig Vlaanderen (la Flandre germanique of Flandre flamingante), waar men tot in recente tijd Germaanse dialecten sprak. La Flandre flamingante is de meest gebruikelijke term van deze laatste twee. Zuid-Vlaanderen slaat op de staatkundige betekenis: het deel van Vlaanderen dat in Frankrijk ligt. De twee begrippen kunnen dus niet als synoniemen beschouwd worden: "Frans-Vlaanderen" is een politiek begrip terwijl "Romaans-Vlaanderen" een taalkundig begrip is. Bovendien ligt een deel van Romaans-Vlaanderen niet in Frankrijk: het Doornikse is nu een deel van de provincie Henegouwen in België.
Omdat in de Franse Westhoek echter van oudsher, maar tegenwoordig nog slechts door enkele tienduizenden vooral oudere mensen, Frans-Vlaams gesproken wordt, vormt dit gebied het Vlaamssprekend Vlaanderen binnen Frankrijk.
Een andere term, "Waals-Vlaanderen" is ook een staatkundig begrip. Waals-Vlaanderen (la Flandre wallonne) is het zuidelijk deel van de provincie Vlaanderen in het Koninkrijk Frankrijk voor 1789. Het is dus een synoniem voor Rijsels-Vlaanderen. Het noordelijk deel werd Zee-Vlaanderen (La Flandre maritime) genoemd.

## Geschiedenis
In de middeleeuwen speelde Zuid-Vlaanderen een bijzondere rol in de geschiedenis van de Nederlanden. De eerste Oudnederlandse tekstfragmenten zijn afkomstig van abdijen in dit gebied. De monnik Willem van Rubroeck ondernam in de 13e eeuw een reis naar Mongolië waarvan de beschrijving nog altijd, samen met die van Marco Polo behoort tot de eerste reisjournaals over het Verre Oosten. De welstand die de textielindustrie met zich bracht bracht een bloei die in de 16e eeuw weer in een diepe crisis uitmondde. Radicale protestanten organiseerden zich in doopsgezinde en calvinistische gemeenten (zie ook mennisten). De strenge calvinist Petrus Datheen van Kassel maakte een Nederlandstalige psalmberijming die tot ver in de 18e eeuw in de Hervormde (Gereformeerde) kerken in de noordelijke Nederlanden werd gezongen. Al rond 1550 vertrokken velen naar Engeland om zich daar in Hervormde gemeenten te organiseren. De beeldenstorm die zich over de gehele Nederlanden zou gaan uitbreiden begon in 1566 hier, in Hondschoote. Daar werd met zware vervolging op gereageerd door de Bloedraad en vele duizenden vertrokken na 1572 naar de vrij geworden steden in Holland en Zeeland, met name naar Leiden. Willem van Oranje benoemde de Frans-Vlaamse edelman Willem Bloys van Treslong, admiraal van de geuzen, in 1573 tot admiraal van Holland, en in 1567 tot admiraal van Zeeland. Ten slotte werd hij baljuw van Voorne. Uiteindelijk zou aan het einde van de 16e eeuw de contra-reformatie met geweld zegevieren in een land dat half ontvolkt was. De gewelddadigheid bleef voortbestaan in de zogenaamde Duinkerkse kapers die vooral de rijk beladen Hollandse en Zeeuwse koopvaarders op zee enterden en beroofden. Weldra zouden zij in dienst van de Franse koning dit werk voortzetten.
In de volkscultuur bleef Zuid-Vlaanderen een bijdrage leveren aan de Nederlandse taalcultuur met als laatste de verzameling volksliederen van Edmond de Coussemaker die onder de Franse titel 'Chants populaires des Flamands de France', in 1856 in Gent werd uitgegeven, en in populaire liedbundels, ook in het Nederlands onderwijs, tot in de jaren zeventig van de 20e eeuw op het repertoire bleef staan.
Door de expansiepolitiek kwamen deze Spaanse bezittingen in de 17e eeuw geleidelijk onder heerschappij van Frankrijk onder Lodewijk XIV, hoewel het graafschap Vlaanderen sinds de verdragen van Madrid (1526) en Kamerijk (1529) niet meer onder Frans leenverband viel, maar deel uitmaakte van het Heilige Roomse Rijk. Van de Spaanse Habsburgers zou de soevereiniteit overgaan op de Oostenrijkse Habsburgers.
In de 17e eeuw verloren de Zuidelijke Nederlanden zowel Artesië als Zuid-Vlaanderen in de nasleep van het Traité de Partage tussen de Republiek en het koninkrijk. Lodewijk XIV trachtte met alle mogelijke middelen de invloed van zijn vijanden in Europa in te dijken door de Franse grenzen te verschuiven naar gemakkelijker te verdedigen posities. Ten noorden van Frankrijk vormde Vlaanderen, door een gebrek aan natuurlijke hindernissen en duidelijke grenzen, het ideale gebied om terreinwinst te boeken. In 1677 bestond de strategie van Lodewijk XIV erin drie Spaanse versterkte vestingen ten val te brengen: Kamerijk, Valencijn en Sint-Omaars. Naar Sint-Omaars stuurde de koning zijn broer Monsieur, de hertog van Orléans. De Nederlanders besloten te reageren en Willem III voerde een leger van 32.000 manschappen aan dat Sint-Omaars te hulp snelde. Vanuit Ieper wisten zijn troepen door te dringen tot Noordpene (tussen Kassel en Sint-Omaars). De Slag bij Kassel of Slag aan de Penebeek draaide uit op een Franse overwinning (11 april 1677).
Gevolg van de veldslag: een gedeelte van Vlaanderen werd aan Frankrijk gehecht (Sint-Omaars, Kassel, Belle, Ieper).

## Verfransing
Hierna werd la Flandre flamingante binnen Zuid-Vlaanderen langzaam verfranst, als gevolg van het Franse taalimperialisme met een beleid dat geen talen van historische minderheden, maar enkel het Frans toestaat in het openbare leven (onderwijs, gerecht, bestuur, enzovoort). In de Napoleontische tijd werd het Nederlands (Vlaams) in de rechtbanken, in de gemeentelijk administraties en op de scholen definitief verboden. Verzoeken om Nederlands of Vlaams naast Frans in het onderwijs toe te staan werden sindsdien steeds afgewezen, het laatst nog in de jaren dertig van de twintigste eeuw. Nederlands (Vlaams) in de pastorale zielzorg werd na ca. 1870 ook door de bisschoppelijke hiërarchie aan de parochiegeestelijkheid verboden, maar bleef op eigen gezag hier en daar toch in kleine kring gepraktiseerd. Overigens bleef het West-Vlaams in Frankrijk tot ver in de 19e eeuw de algemene omgangstaal naast het officiële Frans. Na de Eerste Wereldoorlog kwamen regionale verenigingen voor volkscultuur en hun activisten gaandeweg in nationaal vaarwater wat hen in Franse ogen staatsgevaarlijk maakte. Dat was maar ten dele terecht. Na de Duitse bezetting in 1940 hieven zij zich en hun (Nederlandstalige) tijdschriften op. Enkele extremisten lieten zich tot het nationaalsocialisme verleiden (de voorman J. M. Gantois legde die visie neer onder het pseudoniem J.H. van Byleveld, in zijn studie 'Nederland in Frankrijk', 1941). Na 1945 kwam de reactie in een gerechtelijke aanklacht en de veroordeling van tientallen Westvlamingen. Dat luidde ook een algemeen afscheid in van het Vlaamse dialect. De ouders wilden het niet meer spreken tegen hun kinderen. In de jaren vijftig van de 20e eeuw was nog de helft van de bevolking, dat wil zeggen de oudere generatie, in staat zich in het Vlaamse dialect uit te drukken.

## Flandreals Franse provincie
In de tweede helft van de 17e eeuw werden grote delen van de Zuidelijke Nederlanden door Frankrijk geannexeerd. Met de Vrede van de Pyreneeën in 1659 werd de Nederlandse provincie Artesië in haar geheel een Franse provincie. Ook delen van Vlaanderen en Henegouwen kwamen in Franse handen. Met de Vrede van Nijmegen in 1678 werden het sticht Kamerijk van het Heilige Roomse Rijk overgeheveld naar Frankrijk, opnieuw met een bijkomend stuk van Vlaanderen. Dit Frans geworden Vlaanderen ging samen met Kamerijk en Frans-Henegouwen de Franse provincie Flandre vormen, met als hoofdstad Rijsel. Met de Franse Revolutie werd deze omschrijving het Noorderdepartement. Na de nederlaag van Napoleon werden de grenzen weer gedeeltelijk hersteld. De Westhoek bleef echter Frans.

## Cultuur en taal
Bestuur en onderwijs waren in Zuid-Vlaanderen tot aan de Franse Revolutie Vlaams in een steeds meer afwijkende regionale vorm. Daarnaast nam het gebruik van het Frans toen al sterk toe, totdat de revolutionairen die taal als enig toegestane voorschreven en tegelijk aan de kerk het verbod oplegden om onderwijs te verstrekken. Het was vanouds juist de dorpsgeestelijkheid die les had gegeven in het regionaal Vlaams. Na het herstel van de monarchie en daarmee van de oude orde, in 1815, kregen de dorpsgeestelijken weer het recht om onderwijs te verzorgen. In 1833 echter, werden de scholen gedisciplineerd als staatsonderwijs met uitsluitend Franstalige onderwijzers die in nationale instituten waren opgeleid. Catechismusonderwijs bleef een kerkelijke zaak en het Vlaams speelde daarin een rol, zij het afnemend, tot ca. 1870. Sindsdien werden de jonge generaties Franstalig alfabeet en gingen velen ook onderling over op het Frans. Na de Eerste Wereldoorlog gold het Vlaams als een nationaal vijandige taal. Een positie die door de Tweede Wereldoorlog nog eens werd versterkt. Het gevolg was dat sinds 1945 er geen moedertaal Vlaamstaligen meer zijn bijgekomen.
De inwoners zelf van Zuid-Vlaanderen koesteren meestal hun Vlaamse wortels, maar dan voornamelijk in culturele en historische zin. Organisaties als de Michiel de Swaenkring of Yser houck hebben grotendeels een culturele invulling. De meeste Frans-Vlamingen spreken inmiddels immers het Frans als hun eerste taal en voelen zich loyale Franse staatsburgers, maar zijn zich nog wel bewust van hun Vlaamse achtergrond. Een politieke invulling van deze achtergrond was er wel sinds 1984, toen de Vlaemsche Federalistische Party - Parti Fédéraliste Flamand (VFP-PFF) werd opgericht, maar deze raakte niet van de grond.
Sedert enige jaren  is er echter op taalkundig vlak sprake van een voorzichtige heropleving van het Frans-Vlaams en is er eveneens sprake van een toenemende belangstelling voor het Nederlands. Er zouden volgens recent onderzoek nog 30.000 inwoners zijn in Zuid-Vlaanderen die in huiselijke kring het Vlaams dagelijks gebruiken en daarnaast circa 50.000 occasionele sprekers zijn van het Frans-Vlaams. Het arrondissement Duinkerke (ongeveer Zuid-Vlaanderen in engere zin) telt in totaal 293.000 inwoners (exclusief het sterk verfranste Duinkerke). Het aantal sprekers van het Frans-Vlaams neemt echter af omdat de jongere generaties de streektaal minder dan aan het begin van de 20e eeuw van hun ouders of grootouders leren. Hier en daar worden taalcursussen Frans-Vlaams en Nederlands georganiseerd door de verenigingen de "Akademie voor Nuuze Vlaemsche Taele" en respectievelijk "Komitee voor Frans-Vlaanderen". Tevens wordt het Frans-Vlaams onderwezen op een beperkt maar toenemend aantal basis en middelbare scholen. In Belle is er eveneens een "Huis van het Nederlands" dat onder meer taalcursussen Nederlands verzorgt en zich verder bezighoudt met promotie van het Nederlands. Sinds december 2021 is le flamand (het (West-)Vlaams) officieel erkend als streektaal door het Franse ministerie van Onderwijs.
In 2008 ontstond er in Frankrijk ophef rond de film Bienvenue chez les Ch'tis, die zich afspeelt in Bergues (Sint-Winoksbergen), en waarin de streekbewoners worden afgeschilderd als wat simpele, maar toch sympathieke zielen. De cineast Dany Boon droeg de film op aan zijn moeder, die hij een echte Ch'ti noemt. Sommige Frans-Vlamingen voelen zich gekrenkt omdat in die film ten onrechte de indruk wordt gewekt dat in de streek van Sint-Winoksbergen een Frans (Picardisch) dialect wordt gesproken.
Bij velen onbekend is het carnaval van Duinkerke dat gezien haar massaliteit en de uitbundigheid waarmee het door de Frans-Vlaamse bevolking wordt gevierd tot de grootste carnavalsfeesten van Europa behoort. De tradities van het Duinkerks carnaval gaan terug tot in de zeventiende eeuw en zijn niet gebaseerd op het katholieke Vastenavondfeest maar op het afscheidsfeest van de IJslandvaarders, vissers uit Duinkerke en omgeving die jaarlijks met hun vloot vanuit de Vlaamse kapersstad naar de wateren bij IJsland vertrokken om daar op haring en kabeljauw te vissen.

## Plaatsnamen
Talrijke plaatsnamen in Zuid-Vlaanderen hebben een benaming die verwijst naar de oorspronkelijke Vlaamse naam, zoals Dunkerque, dat van Duinkerke komt. In Zuid-Vlaanderen wordt nog wel Nederlands gesproken, maar niet meer zo veel. Bourbourg is het verfranste Broekburg of Burburg. Bergues is het oude Sint-Winoksbergen dat in het West-Vlaams als Bergen werd aangeduid en verfranst werd tot Bergues.
Lille is afgeleid van l'Île, Het Eiland. Rijsel is afgeleid van Ter IJsel, Op Het Eiland. De Nederlandse en Franse benaming hebben dus dezelfde betekenis. IJsel en île (zelf afgeleid van het Latijnse insula) hebben een betekenis die nog veel langer geleden dezelfde oorsprong hadden.
Enkele Vlaamse plaatsnamen in Zuid-Vlaanderen, met de Franse naam erbij:
Rijsel (Lille), Duinkerke (Dunkerque), Hazebroek (Hazebrouck), Belle (Bailleul), Hondschote (Hondschoote), Steenvoorde, Kassel (Cassel), Sint-Winoksbergen (Bergues), Kales (Calais), Broekburg (Bourbourg), Sint-Omaars (Saint-Omer), Atrecht (Arras), Boeschepe, Witzand (Wissant), Grevelingen (Gravelines), Meregem (Merville), Robaais (ook wel Roebeke - Roubaix), Bonen (Boulogne-sur-Mer), Dowaai (Douai), Heusden (Hesdin)
Uit de plaatsnamen blijkt de invloed van een Germaanse taal (die toen nog niet Vlaams of Nederlands genoemd werd) in een nog verder verleden tot Stapel (Étaples) aan de rivier de Kwinte (zie kaartje).
Voor een volledig overzicht:
- Lijst van Franse plaatsnamen in de Franse Nederlanden - vertalingen uit het Frans in het Nederlands
- Lijst van endoniemen - vertalingen uit het Nederlands in het Frans (onder Franse Westhoek en Frankrijk)

## Familienamen
Minstens zo Vlaams als de plaatsnamen zijn nog steeds de achternamen van een belangrijk deel van de bevolking in Zuid-Vlaanderen. Deze achternamen komen met exact dezelfde schrijfwijze (zie met name de weggelaten spaties na van en de) ook voor in België, omdat zij in de tijd (na 1779 tot 1813) dat geheel België door Frankrijk was geannexeerd eveneens door Franse ambtenaren werden vastgesteld.
Hieronder een greep uit de vele Vlaamse familienamen op een herdenkingsmonument van gevallen soldaten uit de Eerste Wereldoorlog en op de begraafplaats in Steenvoorde:
Camerlynck, Cleenewerck, Decoster, Decreus, Degrave, Deheegher, Dejonghe, Delbaere, Demol, Dequeker, Dereeper, Devey, Huyghe, Plaetevoet, Ryckewaert, Sansen, Spetebroot, Vanderlynden, Vannobel, Vannoorenberghe, Vanpeene, Vantorre, Verhille, Weillaert.
Vrijwel zonder uitzondering hebben deze naamdragers Franse voornamen. Dat is voorgeschreven door de Franse burgerlijke stand. De teksten op de grafstenen overigens zijn Franstalig. Dat geldt ook voor de oudste, dat wil zeggen een eeuw oude, nog aanwezige graven.

## Bekende Frans-Vlamingen
- Willem Bloys van Treslong, admiraal van de Watergeuzen.
- Petrus Datheen, psalmenberijmer.
- Edmond de Coussemaker, musicoloog.
- Meyerus of Jacob de Meyere, historicus.
- Michiel de Swaen, dichter.
- Maurice de Vlaminck, kunstschilder.
- Michel Drieux, rector van de universiteit van Leuven.
- Remigius Driutius of Remi Drieux, bisschop van Leeuwarden en van Brugge.
- Jean-Marie Gantois, priester, activist.
- Jan Gossaert, kunstschilder.
- Edouard Lalo, componist.
- Jules Auguste Lemire, priester, volksvertegenwoordiger.
- Camille Looten, schrijver.
- Sebastiaan Matte, calvinistisch predikant.
- Olivier Messiaen, componist.
- Jean Paradis, kunstschilder.
- Ogier Gisleen van Busbeke, diplomaat, ontdekkingsreiziger.
- Willem van Rubroek, minderbroeder, ontdekkingsreiziger.
- Marguerite Yourcenar, schrijfster.

## Muziek

### Trouvèrekunst
Noord-Frankrijk was in de 13e eeuw een bloeiend centrum voor de trouvèrekunst, met als groot centrum Atrecht en als dominerende figuur Adam de la Halle. Deze kunst straalde via Zuid-Vlaanderen uit naar Vlaanderen. De aanwezigheid van de grafelijke residentie in Rijsel vormde daarbij een aantrekkingspunt

### Orgelmakers
Heel wat Frans-Vlaamse orgelmakers uit de 17e eeuw hadden een eigen inbreng in de Vlaamse orgelbouw van de 17e en 18e eeuw. Noemenswaard zijn Jan van Belle (Sint-Winoksbergen), Guillaume Billau (Waasten), Joris Gailliard (Duinkerke) en de drie groten: Jacobus van Eynde (afkomstig uit Sint-Omaars), Louis Bis en Pierre d'Estré (Rijsel) en Johannes Baptista Forceville.